# Mie Højlund
Mie Enggrob Højlund (* 24. Oktober 1997 in Voldum) ist eine dänische Handballspielerin, die dem Kader der dänischen Nationalmannschaft angehört.

## Karriere
Mie Højlund spielte ab dem Jahre 2013 in der Jugendabteilung von Randers HK. Ab 2014 gehörte die Rückraumspielerin dem Kader der Erstligamannschaft von Randers an. Mit Randers HK gewann sie 2016 den dänischen Pokal. Seit dem Sommer 2017 steht sie beim Ligakonkurrenten Odense Håndbold unter Vertrag. Mit Odense gewann sie 2021, 2022 und 2025 die dänische Meisterschaft sowie 2020 den dänischen Pokal.
Højlund lief anfangs für die dänische Jugend- und Juniorinnennationalmannschaft auf. Mit diesen Auswahlmannschaften nahm sie an der U-18-Weltmeisterschaft 2014, an der U-19-Europameisterschaft 2015 und an der U-20-Weltmeisterschaft 2016 teil. Sie gewann mit Dänemark die Bronzemedaille bei der U-18-WM 2014, die Goldmedaille bei der U-19-EM 2015 sowie die Goldmedaille bei der U-20-WM 2016. Am 7. Oktober 2016 gab sie ihr Debüt für die dänische Nationalmannschaft. Højlund nahm an der Europameisterschaft 2018 in Frankreich teil. Bei der Europameisterschaft 2020 belegte sie mit Dänemark den vierten Platz. Im Turnierverlauf erzielte sie 15 Treffer. Im darauffolgenden Jahr gewann sie bei der Weltmeisterschaft die Bronzemedaille. 2022 unterlag sie mit Dänemark das Finale der Europameisterschaft gegen Norwegen. Højlund erzielte im gesamten Turnier 23 Treffer. Bei der Weltmeisterschaft 2023 gewann sie erneut die Bronzemedaille. Højlund erzielte im Turnierverlauf 25 Treffer. Bei den Olympischen Spielen in Paris gewann sie die Bronzemedaille. Im selben Jahr gewann sie eine weitere Silbermedaille bei der Europameisterschaft.